# Les Anneaux d'or
Les Anneaux d'or (Golden Earrings) est un film d'espionnage américain réalisé par Mitchell Leisen, sorti en 1947.

## Synopsis
En 1939, deux agents secrets britanniques, Harry Deniston et Richard Byrd, opèrent en Allemagne quelques mois avant la déclaration de guerre. Ils ont pour mission de convaincre un savant allemand inventeur d'un gaz mortel de leur en fournir la formule plutôt qu'aux nazis. Capturés, ils parviennent à s'échapper, mais sont poursuivis par leurs geôliers ; ils décident de se séparer. Deniston se retrouve alors en pleine forêt nez à nez avec Lydia, une gitane qui le prend sous sa protection. Pour mieux le soustraire aux allemands elle le grime en gitan et lui perce les oreilles afin qu'il puisse porter des anneaux d'or. Malgré la différence de culture, une idylle va naître entre Lydia et Deniston. Alors que Byrd sera tué par les Allemands sans qu'il soit arrivé à accomplir sa mission, c'est Deniston, parvenu à se faire admettre dans le clan des gitans et aidé de ces derniers, qui réussira à soustraire la formule au professeur avant de passer la frontière.

## Fiche technique
- Titre : Les Anneaux d'or
- Titre original : Golden Earrings
- Réalisation : Mitchell Leisen
- Scénario : Frank Butler, Helen Deutsch et Abraham Polonsky d'après le roman de Yolanda Foldes
- Production : Harry Tugend
- Société de production : Paramount Pictures
- Musique : Victor Young
- Photographie : Daniel L. Fapp
- Effets spéciaux : Farciot Edouart, Gordon Jennings et Loyal Griggs
- Direction artistique : Hans Dreier et John Meehan
- Costumes : Mary Kay Dodson
- Montage : Alma Macrorie
- Pays d'origine :  États-Unis
- Langue : anglais, allemand
- Format : noir et blanc – 35 mm – 1,37:1 – mono (Western Electric Recording)
- Genre : aventure
- Durée : 95 minutes
- Dates de sortie :
  - États-Unis : 27 août 1947
  - France : 17 septembre 1948
- Affiche : Boris Grinsson (France)

## Distribution
- Ray Milland : Colonel Ralph Denistoun
- Marlene Dietrich : Lydia
- Murvyn Vye : Zoltan
- Bruce Lester : Richard Byrd
- Dennis Hoey : Hoff
- Quentin Reynolds : Lui-même
- Reinhold Schünzel : Prof. Otto Krosigk
- Ivan Triesault : Major Reimann
- Hermine Sterler : Greta Krosigk